# Roger Craig Smith
Roger Craig Smith (født 11. august 1975) er en amerikansk stemmeskuespiller og tidligere komiker.

## Liv og karriere
Roger Craig Smith blev født i St. Joseph, Michigan, USA. Han gik han på Chapman Universitet i Californien og ville oprindeligt være standupkomiker. Han udførte standupkomedie i fem år, før han blev fuldtidsstemmeskuespiller i 2005. Hans standuprutiner fremmede også hans stemmeskuespillerkarriere.
Roger er mest kendt for stemmen bag Sonic the Hedgehog, som han har lavet siden 2010.